# Haris Belkebla
Pour les articles homonymes, voir Belkebla.
Haris Belkebla, né le 28 janvier 1994 à Aubervilliers (France), est un footballeur international algérien qui évolue au poste de milieu de terrain à Angers SCO.
Son oncle Youssef Belkebla a également été joueur de football professionnel. Sa tante Fadila Belkebla est comédienne et son oncle Zizek Belkebla est consultant sportif.

## Biographie

### Ses débuts
Né le 28 janvier 1994 en région parisienne, le discret Haris fréquente très tôt les terrains de foot pour y voir évoluer son père. Il prend sa première licence au club d'Aubervilliers dès l'âge de six ans. Il prend place dès le début au milieu de terrain et va rapidement susciter l'intérêt. À douze ans, le jeune Belkebla passe ses premiers tests à l'INF Clairefontaine, mais n'est pas reçu. Il intègre alors le pôle espoirs de Reims.
Quelque temps après, c'est l'US Boulogne qui vient aux renseignements et Haris Belkebla n'hésite pas longtemps avant de rejoindre le club de la Côte d'Opale qui vient de monter en Ligue 1.
Haris Belkebla passe alors les étapes, des U17 à la réserve en CFA2, et c'est un recruteur de Valenciennes qui vient le débaucher un soir de match au Havre en 2012. Le VAFC se trouve alors en Ligue 1, sous la direction de Daniel Sanchez, et dispose d'un centre de formation digne de ce nom. Nouvelle destination donc pour le jeune milieu de terrain, et un objectif clair : "Intégrer le groupe pro !".
Objectif partiellement atteint en début de saison puisqu'il fait la reprise avec les professionnels valenciennois, mais la situation délicate du club et un appel opportun de Gilbert Zoonekynd convainc le tout récent sélectionné avec les moins de 20 ans de l'équipe d'Algérie (Haris Belkebla possède la double nationalité) de rejoindre le Tours FC.

### Tours FC
Il participe au stage de préparation et peut rapidement s'exprimer en Ligue 2 grâce à Olivier Pantaloni. C'est donc au Tours FC qu'il connaît ses débuts professionnels en rentrant en jeu contre Troyes le 8 août 2014, lors de la seconde journée de Ligue 2. Le 24 janvier suivant, il marque son premier but pro contre son ancien club de Valenciennes. Il marque également lors de la dernière journée à Créteil (4-1).

### Stade brestois
À la suite de la relégation du club tourangeau en National, il rejoint le 15 juin 2018 le Stade brestois alors en Ligue 2 et il était désiré par Jean-Marc Furlan. Dans le Finistère, Grégory Lorenzi, directeur sportif du SB29, le voit plus comme un milieu relayeur qu'un milieu offensif, attendant de lui qu'il assure la transition entre attaque et défense. Dès sa première saison au club, il prend part à trente-trois rencontres et aide le club à terminer la saison à la deuxième place synonyme de montée dans l'élite.
Il découvre la Ligue 1 la saison suivant dans la peau d'un titulaire et dans une saison tronqué par la Pandémie de Covid-19 et s'arrêtant dès la vingt-huitième journée.
Lors de la saison 2020-2021, il porte régulièrement le brassard de capitaine.
Il marque son premier but dans l'élite lors de la première journée de championnat 2022-2023, lors d'une défaite trois buts à deux contre le RC Lens. Le 1er juin 2023, il annonce officiellement son départ du club.

### Ohod Club puis retour en France
En septembre suivant, il signe en faveur du Ohod Club en deuxième division saoudienne mais n'étant pas payé pendant plusieurs mois, il quitte le club après une seule saison et revient en France, en signant à l'Angers SCO, en Ligue 1. Son retour est réussi avec un maintien assurée pour son club. 
Au début de saison 2025/2026 il est promu capitaine à la place de l'historique Pierrick Capelle dont le temps de jeu devient limité.

### Équipe nationale
Le 30 mai 2019, il est appelé en équipe d'Algérie par Djamel Belmadi pour la CAN 2019 en Égypte. Il avait auparavant évolué avec la sélection espoir de l'équipe d'Algérie lors des jeux olympiques d'été de Rio au Brésil.
Le 11 juin 2019, Belkebla est renvoyé de la sélection et privé d'une CAN 2019 pour des raisons disciplinaires, quelques heures avant le match amical contre le Burundi. Juste après sa mise à l'ecart du groupe, il demande pardon aux supporters algériens en leur adressant une lettre sur les réseaux sociaux. Interrogé par les journalistes, le sélectionneur algérien, Djamel Belmadi, déclarera que les portes de l'équipe nationale lui sont toujours ouvertes.
Le 10 novembre 2019 le nom d'Haris Belkebla figure sur la liste des 23 joueurs convoqués pour le stage du mois de novembre pour préparer les deux matchs des deux premières journées des éliminatoires de la CAN 2021, il fera son entrée à la 70' lors du match contre la Zambie le 14 novembre 2019, match qui se termine par une large victoire des Verts 5-0, Djamel Belmadi a déclaré après le match qu'il était satisfait de sa prestation et que c'était une bonne chose qu'il soit avec la sélection algérienne.

## Statistiques

### En club
| Saison                | Club                  | Championnat           | Championnat | Championnat | Championnat | Coupe nationale | Coupe nationale | Coupe nationale | Coupe de la Ligue | Coupe de la Ligue | Coupe de la Ligue | Total | Total | Total |
| Saison                | Club                  | Division              | M.          | B.          | P.d.        | M.              | B.              | P.d.            | M.                | B.                | P.d.              | M.    | B.    | P.d.  |
| 2012-2013             | Valenciennes FC rés.  | CFA                   | 16          | 0           | 0           | -               | -               | -               | -                 | -                 | -                 | 16    | 0     | 0     |
| 2013-2014             | Valenciennes FC rés.  | CFA                   | 20          | 0           | 0           | -               | -               | -               | -                 | -                 | -                 | 20    | 0     | 0     |
| Sous-total            | Sous-total            | Sous-total            | 36          | 0           | 0           | -               | -               | -               | -                 | -                 | -                 | 36    | 0     | 0     |
| 2014-2015             | Tours FC              | Ligue 2               | 36          | 2           | 1           | 4               | 0               | 0               | 1                 | 0                 | 0                 | 41    | 2     | 1     |
| 2015-2016             | Tours FC              | Ligue 2               | 34          | 2           | 2           | 3               | 1               | 0               | 3                 | 1                 | 0                 | 40    | 4     | 2     |
| 2016-2017             | Tours FC              | Ligue 2               | 31          | 0           | 1           | 1               | 0               | 0               | -                 | -                 | -                 | 32    | 0     | 1     |
| 2017-2018             | Tours FC              | Ligue 2               | 35          | 1           | 0           | 3               | 0               | 0               | 4                 | 0                 | 0                 | 42    | 1     | 0     |
| Sous-total            | Sous-total            | Sous-total            | 136         | 5           | 4           | 11              | 1               | 0               | 8                 | 1                 | 0                 | 155   | 7     | 4     |
| 2018-2019             | Stade brestois 29     | Ligue 2               | 33          | 1           | 0           | 1               | 0               | 0               | 2                 | 0                 | 0                 | 36    | 1     | 0     |
| 2019-2020             | Stade brestois 29     | Ligue 1               | 23          | 0           | 0           | -               | -               | -               | -                 | -                 | -                 | 23    | 0     | 0     |
| 2020-2021             | Stade brestois 29     | Ligue 1               | 35          | 0           | 0           | 1               | 0               | 0               | -                 | -                 | -                 | 36    | 0     | 0     |
| 2021-2022             | Stade brestois 29     | Ligue 1               | 31          | 0           | 0           | 1               | 0               | 0               | -                 | -                 | -                 | 32    | 0     | 0     |
| 2022-2023             | Stade brestois 29     | Ligue 1               | 38          | 2           | 0           | 2               | 0               | 0               | -                 | -                 | -                 | 40    | 2     | 0     |
| Sous-total            | Sous-total            | Sous-total            | 160         | 3           | 0           | 5               | 0               | 0               | 2                 | 0                 | 0                 | 167   | 3     | 0     |
| 2023-2024             | Ohod Club             | First Division        | 29          | 1           | 0           | 1               | 0               | 0               | -                 | -                 | -                 | 30    | 1     | 0     |
| 2024-2025             | Angers SCO            | Ligue 1               | 22          | 0           | 1           | 2               | 0               | 1               | -                 | -                 | -                 | 24    | 0     | 2     |
| 2025-2026             | Angers SCO            | Ligue 1               | 1           | 0           | 0           | -               | -               | -               | -                 | -                 | -                 | 1     | 0     | 0     |
| Sous-total            | Sous-total            | Sous-total            | 23          | 0           | 1           | 2               | 0               | 1               | -                 | -                 | -                 | 25    | 0     | 2     |
| Total sur la carrière | Total sur la carrière | Total sur la carrière | 384         | 9           | 5           | 19              | 1               | 1               | 10                | 1                 | 0                 | 413   | 11    | 6     |

### En sélection nationale
| Saison                | Sélection             | Phases finales        | Phases finales | Phases finales | Phases finales | Éliminatoires CDM | Éliminatoires CDM | Éliminatoires CDM | Éliminatoires CAN | Éliminatoires CAN | Éliminatoires CAN | Matchs amicaux | Matchs amicaux | Matchs amicaux | Total | Total | Total |
| Saison                | Sélection             | Compétition           | M              | B              | Pd             | M                 | B                 | Pd                | M                 | B                 | Pd                | M              | B              | Pd             | M     | B     | Pd    |
| --------------------- | --------------------- | --------------------- | -------------- | -------------- | -------------- | ----------------- | ----------------- | ----------------- | ----------------- | ----------------- | ----------------- | -------------- | -------------- | -------------- | ----- | ----- | ----- |
| 2019-2020             | Algérie               | -                     | -              | -              | -              | -                 | -                 | -                 | 1                 | 0                 | 0                 | -              | -              | -              | 1     | 0     | 0     |
| 2020-2021             | Algérie               | -                     | -              | -              | -              | -                 | -                 | -                 | 2                 | 0                 | 0                 | 5              | 0              | 1              | 7     | 0     | 1     |
| 2021-2022             | Algérie               | CAN 2021              | 1              | 0              | 0              | 1                 | 0                 | 0                 | -                 | -                 | -                 | -              | -              | -              | 2     | 0     | 0     |
| 2022-2023             | Algérie               | -                     | -              | -              | -              | -                 | -                 | -                 | 1                 | 0                 | 0                 | 0              | 0              | 0              | 1     | 0     | 0     |
| Total sur la carrière | Total sur la carrière | Total sur la carrière | 1              | 0              | 0              | 1                 | 0                 | 0                 | 4                 | 0                 | 0                 | 5              | 0              | 1              | 11    | 0     | 1     |

### Matchs internationaux
Le tableau suivant liste les rencontres de l'équipe d'Algérie dans lesquelles Haris Belkebla a été sélectionné depuis le 14 novembre 2019 jusqu'à présent.

## Palmarès

### En club
Il est vice-champion de Ligue 2 en 2019 avec le Stade brestois 29.

### Distinctions personnelles
- Élu meilleur joueur du mois du Stade brestois  en mars 2022 [10] , en  Avril 2022 [11] , septembre 2022 [12]